# Ashleigh Barty
Ashleigh Barty (Ipswich, 24 de abril de 1996) é uma ex-tenista profissional australiana, tendo sido a número 1 de simples no ranking da Associação de Tênis Feminino (WTA). Foi campeã do torneio de Roland Garros em 2019. Além de tenista, ela também é jogadora de críquete.
Barty ganhou atenção da imprensa ao chegar na final de duplas do Australian Open de 2013, em parceria com Casey Dellacqua. Esta equipe também atingiu as finais de Wimbledon e do US Open de 2013, fazendo de Barty uma das mais bem sucedidas debutantes da história na WTA. A australiana ainda conquistou o torneio de simples juvenil de Wimbledon, em 2013, além de dois WTA de duplas.
Em setembro de 2014, parou de jogar tênis por tempo indeterminado. Em outubro de 2015, anunciou que iria jogar profissionalmente críquete, assinando contrato com o Brisbane Heat, da liga australiana. Em fevereiro de 2016, resolveu retornar ao circuito tenístico.
Em 10 de julho de 2021, conquistou seu primeiro título de simples do Torneio de Wimbledon a derrotar Karolina Pliskova por 2–1 em sets com parciais de 6–3, 6–7 e 6–3. No mesmo ano, foi medalha de bronze nas duplas mistas dos Jogos Olímpicos de Verão de 2020 em Tóquio.
Em 29 de janeiro de 2022, foi campeã do Australian Open, vencendo Danielle Collins na final por 6–3, 7–6. Sem jogar desde então, Barty anunciou aposentadoria em 23 de março de 2022.

## Finais

### Circuito WTA

#### Simples: 21 (15 títulos, 6 vices)
| Status | V–D  | Data    | Torneio                              | Cidade/país                | Categoria         | Piso             | Adversária          | Resultado       |
| ------ | ---- | ------- | ------------------------------------ | -------------------------- | ----------------- | ---------------- | ------------------- | --------------- |
| Venceu | 15–6 | 01/2022 | Australian Open                      | Melbourne, Austrália       | Grand Slam        | duro             | Danielle Collins    | 6–3, 7–62       |
| Venceu | 14–6 | 01/2022 | Adelaide International 1             | Adelaide, Austrália        | WTA 500           | duro             | Elena Rybakina      | 6–3, 6–2        |
| Venceu | 13–6 | 08/2021 | Western & Southern Open              | Cincinnati, Estados Unidos | WTA 1000          | duro             | Jil Teichmann       | 6–3, 6–1        |
| Venceu | 12–6 | 07/2021 | Wimbledon                            | Londres, Reino Unido       | Grand Slam        | grama            | Karolína Plíšková   | 6–3, 46–7, 6–3  |
| Perdeu | 11–6 | 05/2021 | Mutua Madrid Open                    | Madri, Espanha             | WTA 1000          | saibro           | Aryna Sabalenka     | 0–6, 6–3, 4–6   |
| Venceu | 11–5 | 04/2021 | Porsche Tennis Grand Prix            | Stuttgart, Alemanha        | WTA 500           | saibro (coberto) | Aryna Sabalenka     | 3–6, 6–0, 6–3   |
| Venceu | 10–5 | 04/2021 | Miami Open                           | Miami, Estados Unidos      | WTA 1000          | duro             | Bianca Andreescu    | 6–3, 4–0, ab.   |
| Venceu | 9–5  | 02/2021 | Yarra Valley Classic                 | Melbourne, Austrália       | WTA 500           | duro             | Garbiñe Muguruza    | 7–63, 6–4       |
| Venceu | 8–5  | 01/2020 | Adelaide International               | Adelaide, Austrália        | Premier           | duro             | Dayana Yastremska   | 6–2, 7–5        |
| Venceu | 7–5  | 11/2019 | Shiseido WTA Finals Shenzhen         | Shenzhen, China            | Fim de temporada  | duro (coberto)   | Elina Svitolina     | 6–4, 6–3        |
| Perdeu | 6–5  | 10/2019 | China Open                           | Pequim, China              | Premier Mandatory | duro             | Naomi Osaka         | 6–3, 3–6, 2–6   |
| Venceu | 6–4  | 06/2019 | Nature Valley Classic                | Birmingham, Reino Unido    | Premier           | grama            | Julia Görges        | 6–3, 7–5        |
| Venceu | 5–4  | 06/2019 | Roland Garros                        | Paris, França              | Grand Slam        | saibro           | Markéta Vondroušová | 6–1, 6–3        |
| Venceu | 4–4  | 03/2019 | Miami Open                           | Miami, Estados Unidos      | Premier Mandatory | duro             | Karolína Plíšková   | 7–61, 6–3       |
| Perdeu | 3–4  | 01/2019 | Sydney International                 | Sydney, Austrália          | Premier           | duro             | Petra Kvitová       | 6–1, 5–7, 36–7  |
| Venceu | 3–3  | 11/2018 | Hengqin Life WTA Elite Trophy Zhuhai | Zhuhai, China              | Fim de temporada  | duro (coberto)   | Wang Qiang          | 6–3, 6–4        |
| Venceu | 2–3  | 06/2018 | Nature Valley Open                   | Nottingham, Reino Unido    | International     | grama            | Johanna Konta       | 6–3, 3–6, 6–4   |
| Perdeu | 1–3  | 01/2018 | Sydney International                 | Sydney, Austrália          | Premier           | duro             | Angelique Kerber    | 4–6, 4–6        |
| Perdeu | 1–2  | 09/2017 | Dongfeng Motor Wuhan Open            | Wuhan, China               | Premier 5         | duro             | Caroline Garcia     | 7–63, 46–7, 2–6 |
| Perdeu | 1–1  | 06/2017 | Aegon Classic Birmingham             | Birmingham, Reino Unido    | Premier           | grama            | Petra Kvitová       | 6–4, 3–6, 2–6   |
| Venceu | 1–0  | 03/2017 | Alya WTA Malaysian Open              | Kuala Lumpur, Malásia      | International     | duro             | Nao Hibino          | 6–3, 6–2        |

#### Duplas: 21 (12 títulos, 9 vices)
| Status | V–D  | Data    | Torneio                        | Cidade/país               | Categoria         | Piso             | Parceira          | Adversárias                                | Resultado         |
| ------ | ---- | ------- | ------------------------------ | ------------------------- | ----------------- | ---------------- | ----------------- | ------------------------------------------ | ----------------- |
| Venceu | 12–9 | 01/2022 | Adelaide International 1       | Adelaide, Austrália       | WTA 500           | duro             | Storm Sanders     | Darija Jurak Schreiber Andreja Klepač      | 6–1, 6–4          |
| Venceu | 11–9 | 04/2021 | Porsche Tennis Grand Prix      | Stuttgart, Alemanha       | WTA 500           | saibro (coberto) | Jennifer Brady    | Desirae Krawczyk Bethanie Mattek-Sands     | 6–4, 5–7, [10–5]  |
| Perdeu | 10–9 | 01/2020 | Brisbane International         | Brisbane, Austrália       | Premier           | duro             | Kiki Bertens      | Hsieh Su-wei Barbora Strýcová              | 6–3, 76–7, [8–10] |
| Perdeu | 10–8 | 09/2019 | US Open                        | Nova York, Estados Unidos | Grand Slam        | duro             | Victoria Azarenka | Aryna Sabalenka Elise Mertens              | 5–7, 5–7          |
| Venceu | 10–7 | 05/2019 | Internazionali BNL d'Italia    | Roma, Itália              | Premier 5         | saibro           | Victoria Azarenka | Anna-Lena Grönefeld Demi Schuurs           | 4–6, 6–0, [10–3]  |
| Venceu | 9–7  | 09/2018 | US Open                        | Nova York, Estados Unidos | Grand Slam        | duro             | Coco Vandeweghe   | Tímea Babos Kristina Mladenovic            | 3–6, 7–62, 7–66   |
| Venceu | 8–7  | 08/2018 | Coupe Rogers                   | Montreal, Canadá          | Premier 5         | duro             | Demi Schuurs      | Latisha Chan Ekaterina Makarova            | 4–6, 6–3, [10–8]  |
| Venceu | 7–7  | 05/2018 | Internazionali BNL d'Italia    | Roma, Itália              | Premier 5         | saibro           | Demi Schuurs      | Andrea Sestini Hlaváčková Barbora Strýcová | 6–3, 6–4          |
| Venceu | 6–7  | 04/2018 | Miami Open                     | Miami, Estados Unidos     | Premier Mandatory | duro             | Coco Vandeweghe   | Barbora Krejčíková Kateřina Siniaková      | 6–2, 6–1          |
| Perdeu | 5–7  | 08/2017 | Connecticut Open               | New Haven, Estados Unidos | Premier           | duro             | Casey Dellacqua   | Gabriela Dabrowski Xu Yifan                | 6–3, 3–6, [10–8]  |
| Perdeu | 5–6  | 07/2017 | Aegon International Eastbourne | Eastbourne, Reino Unido   | Premier           | grama            | Casey Dellacqua   | Chan Yung-jan Martina Hingis               | 3–6, 5–7          |
| Venceu | 5–5  | 06/2017 | Aegon Classic Birmingham       | Birmingham, Reino Unido   | Premier           | grama            | Casey Dellacqua   | Chan Hao-ching Zhang Shuai                 | 6–1, 2–6, [10–8]  |
| Perdeu | 4–5  | 06/2017 | Roland Garros                  | Paris, França             | Grand Slam        | saibro           | Casey Dellacqua   | Bethanie Mattek-Sands Lucie Šafářová       | 2–6, 1–6          |
| Venceu | 4–4  | 05/2017 | Internationaux de Strasbourg   | Estrasburgo, França       | International     | saibro           | Casey Dellacqua   | Chan Hao-ching Chan Yung-jan               | 6–4, 6–2          |
| Venceu | 3–4  | 03/2017 | Alya WTA Malaysian Open        | Kuala Lumpur, Malásia     | International     | duro             | Casey Dellacqua   | Nicole Melichar Makoto Ninomiya            | 7–65, 6–3         |
| Perdeu | 2–4  | 06/2014 | Aegon Classic                  | Birmingham, Reino Unido   | Premier           | grama            | Casey Dellacqua   | Raquel Kops-Jones Abigail Spears           | 16–7, 1–6         |
| Venceu | 2–3  | 05/2014 | Internationaux de Strasbourg   | Estrasburgo, França       | International     | saibro           | Casey Dellacqua   | Tatiana Búa Daniela Seguel                 | 4–6, 7–5, [10–4]  |
| Perdeu | 1–3  | 09/2013 | US Open                        | Nova York, Estados Unidos | Grand Slam        | duro             | Casey Dellacqua   | Andrea Hlaváčková Lucie Hradecká           | 7–64, 1–6, 4–6    |
| Perdeu | 1–2  | 07/2013 | Wimbledon                      | Londres, Reino Unido      | Grand Slam        | grama            | Casey Dellacqua   | Hsieh Su-wei Peng Shuai                    | 16–7, 1–6         |
| Venceu | 1–1  | 06/2013 | Aegon Classic                  | Birmingham, Reino Unido   | International     | grama            | Casey Dellacqua   | Cara Black Marina Erakovic                 | 7–5, 6–4          |
| Perdeu | 0–1  | 01/2013 | Australian Open                | Melbourne, Austrália      | Grand Slam        | duro             | Casey Dellacqua   | Sara Errani Roberta Vinci                  | 2–6, 6–3, 2–6     |

### Grand Slam juvenil

#### Simples: 1 (1 título)
| Posição | Ano  | Campeonato | Piso  | Oponente          | Placar    |
| ------- | ---- | ---------- | ----- | ----------------- | --------- |
| Campeã  | 2011 | Wimbledon  | grama | Irina Khromacheva | 7–5, 7–63 |